# Pagyda perlustralis
Pagyda perlustralis là một loài bướm đêm trong họ Crambidae.